# Функция Кёнигса
Фу́нкция Кёнигса связана с решением функционального уравнения
{\displaystyle \textstyle F[f(x)]=cF(x),}
где {\displaystyle \textstyle F(x)} — неизвестная функция, {\displaystyle \textstyle f(x)} и {\displaystyle \textstyle c} — данные функция и константа. Обычно это уравнение (без особых исторических оснований) называют уравнением Шрёдера.
Пусть {\displaystyle \textstyle f(x)} — аналитическая функция, и пусть {\displaystyle \textstyle f(\alpha )=\alpha }, где {\displaystyle \alpha \neq \infty }, причем
{\displaystyle \left|{\frac {df(\alpha )}{dx}}\right|<1}.
Это значит, что {\displaystyle \textstyle \alpha } является притягивающей неподвижной точкой функции {\displaystyle \textstyle f(x)}. Пусть {\displaystyle \textstyle f^{k}(x)} есть {\displaystyle \textstyle k}-я итерация функции {\displaystyle \textstyle f(x)}:
{\displaystyle f^{0}(x)=x,~~f^{1}(x)=f(x),~~f^{k}(x)=f(f^{k-1}(x))} при {\displaystyle k=1,2,3,\ldots }
Для всякого {\displaystyle \textstyle x}, принадлежащего некоторой окрестности точки {\displaystyle \textstyle \alpha }, последовательность итераций {\displaystyle {f^{k}(x)}~(k=0,1,2,\ldots )} сходится к {\displaystyle \textstyle \alpha }.
Предположив также, что
{\displaystyle {\frac {df(\alpha )}{dx}}=c\neq 0,}
можно показать, что в окрестности точки {\displaystyle \textstyle \alpha } существует предел
{\displaystyle K_{f}(x)=\lim _{k\to \infty }{\frac {f^{k}(x)-\alpha }{[{\frac {df(\alpha )}{dx}}]^{k}}}~,}
который является в этой окрестности аналитической функцией переменной {\displaystyle \textstyle x} и обладает свойствами
{\displaystyle K_{f}(\alpha )=0,~~{\frac {dK_{f}(\alpha )}{dx}}=1.}
Функция {\displaystyle \textstyle K_{f}(x)} есть функция Кёнигса. Её ввел в 1884 французский математик Габриэль Кёнигс при исследовании функционального уравнения Шрёдера. Всякое аналитическое в окрестности точки {\displaystyle \textstyle x=\alpha } решение уравнения Шрёдера, в котором {\displaystyle \textstyle 0<|c|<1}, отличается от {\displaystyle \textstyle K_{f}(x)} только постоянным множителем.
Впервые в математике функцию Кёнигса по существу вычислял Генри Бригс при составлении таблиц логарифмов. Если
{\displaystyle \textstyle f(x)={\sqrt {x}}} и {\displaystyle \textstyle c={\frac {1}{2}}}, то решением соответствующего уравнения Шрёдера
{\displaystyle \textstyle F[{\sqrt {x}}]={\frac {1}{2}}F(x)},
является {\displaystyle \textstyle F(x)=\log _{p}x} для любого {\displaystyle \textstyle p>0}, так что {\displaystyle \textstyle F(x)=A\log _{10}x}, где {\displaystyle \textstyle A=\log _{p}{10}} — произвольная константа. Метод вычисления функции {\displaystyle \textstyle \log _{10}x} у Бриггса есть численная реализация предельного перехода в приведенном выше определении функции Кёнигса. Он был опубликован в 1624 году в книге Бригса «Логарифмическая арифметика».